# Nuoto ai campionati mondiali di nuoto 2019 - 200 metri farfalla femminili
La gara di nuoto dei 200 metri farfalla femminili dei campionati mondiali di nuoto 2019 è stata disputata il 24 luglio e il 25 luglio presso il Nambu International Aquatics Centre di Gwangju. Vi hanno preso parte 33 atlete provenienti da 28 nazioni.

## Podio
| Posizione | Atleta          | Nazionalità |
| --------- | --------------- | ----------- |
| Oro       | Boglárka Kapás  | Ungheria    |
| Argento   | Hali Flickinger | Stati Uniti |
| Bronzo    | Katie Drabot    | Stati Uniti |

## Programma
| Data           | Ora (UTC+9) | Turno      |
| -------------- | ----------- | ---------- |
| 24 luglio 2019 | 11:12       | Batterie   |
| 24 luglio 2019 | 21:10       | Semifinali |
| 25 luglio 2019 | 20:02       | Finale     |

## Record
Prima della manifestazione il record del mondo e il record dei campionati erano i seguenti.
| Record mondiale       | 2'01"81 | Liu Zige Cina               | 21 ottobre 2009 Jinan, Cina |
| Record dei campionati | 2'03"41 | Jessicah Schipper Australia | 30 luglio 2009 Roma, Italia |

## Risultati

### Batterie[2]
| Pos. | Batteria | Corsia | Atleta             | Nazionalità          | Tempo   | Note             |
| ---- | -------- | ------ | ------------------ | -------------------- | ------- | ---------------- |
| 1    | 3        | 4      | Hali Flickinger    | Stati Uniti          | 2'05"96 | Q                |
| 2    | 3        | 5      | Boglárka Kapás     | Ungheria             | 2'07"60 | Q                |
| 3    | 3        | 6      | Liliána Szilágyi   | Ungheria             | 2'08"16 | Q                |
| 4    | 2        | 3      | Svetlana Čimrova   | Russia               | 2'08"26 | Q                |
| 5    | 2        | 4      | Katie Drabot       | Stati Uniti          | 2'08"33 | Q                |
| 6    | 2        | 5      | Franziska Hentke   | Germania             | 2'08"69 | Q                |
| 6    | 4        | 4      | Alys Thomas        | Gran Bretagna        | 2'08"69 | Q                |
| 8    | 2        | 6      | Laura Stephens     | Gran Bretagna        | 2'09"03 | Q                |
| 9    | 4        | 2      | Ana Monteiro       | Portogallo           | 2'09"43 | Q                |
| 10   | 3        | 3      | Hiroko Makino      | Giappone             | 2'09"88 | Q                |
| 11   | 4        | 6      | Brianna Throssell  | Australia            | 2'09"91 | r                |
| 12   | 3        | 7      | Ilaria Cusinato    | Italia               | 2'10"03 | Q                |
| 12   | 4        | 3      | Suzuka Hasegawa    | Giappone             | 2'10"03 | Q                |
| 14   | 4        | 0      | Laura Lahtinen     | Finlandia            | 2'10"39 | Q                |
| 15   | 3        | 2      | Zhu Jiaming        | Cina                 | 2'10"54 | Q                |
| 16   | 4        | 5      | Mireia Belmonte    | Spagna               | 2'10"63 | Q                |
| 17   | 2        | 7      | Park Su-jin        | Corea del Sud        | 2'10"73 | Q                |
| 18   | 4        | 1      | Nida Eliz Üstündağ | Turchia              | 2'11"09 |                  |
| 19   | 4        | 8      | Remedy Rule        | Filippine            | 2'11"38 | Record nazionale |
| 20   | 3        | 1      | Duné Coetzee       | Sudafrica            | 2'11"92 |                  |
| 21   | 2        | 8      | Quah Jing Wen      | Singapore            | 2'12"48 |                  |
| 22   | 2        | 1      | Lê Thị Mai Thảo    | Vietnam              | 2'13"11 |                  |
| 23   | 3        | 9      | Amina Kajtaz       | Bosnia ed Erzegovina | 2'13"70 |                  |
| 24   | 2        | 0      | Valentine Dumont   | Belgio               | 2'13"78 |                  |
| 25   | 4        | 9      | Anna Ntountounaki  | Grecia               | 2'13"83 |                  |
| 26   | 2        | 2      | Zhang Yufei        | Cina                 | 2'14"20 |                  |
| 27   | 2        | 9      | Maria Fe Muñoz     | Perù                 | 2'15"28 |                  |
| 28   | 3        | 8      | Barbora Závadová   | Rep. Ceca            | 2'15"63 |                  |
| 29   | 3        | 0      | Adinda Kirana      | Indonesia            | 2'20"07 |                  |
| 30   | 1        | 4      | Lia Ana Lima       | Angola               | 2'22"15 |                  |
| 31   | 1        | 5      | Katie Rock         | Albania              | 2'28"58 |                  |
| 32   | 1        | 6      | Junayna Ahmed      | Bangladesh           | 2'34"95 |                  |
| 33   | 1        | 3      | Zaira Forson       | Ghana                | 2'39"20 |                  |

### Semifinali[3]
| Pos. | Semifinale | Corsia | Atleta           | Nazionalità   | Tempo   | Note |
| ---- | ---------- | ------ | ---------------- | ------------- | ------- | ---- |
| 1    | 2          | 4      | Hali Flickinger  | Stati Uniti   | 2'06"25 | Q    |
| 2    | 2          | 3      | Katie Drabot     | Stati Uniti   | 2'06"59 | Q    |
| 3    | 1          | 4      | Boglárka Kapás   | Ungheria      | 2'07"33 | Q    |
| 4    | 2          | 5      | Liliána Szilágyi | Ungheria      | 2'07"83 | Q    |
| 5    | 1          | 3      | Franziska Hentke | Germania      | 2'08"14 | Q    |
| 6    | 2          | 6      | Alys Thomas      | Gran Bretagna | 2'08"26 | Q    |
| 7    | 1          | 5      | Svetlana Čimrova | Russia        | 2'08"30 | Q    |
| 8    | 1          | 6      | Laura Stephens   | Gran Bretagna | 2'09"06 | Q    |
| 9    | 2          | 7      | Ilaria Cusinato  | Italia        | 2'09"18 |      |
| 10   | 1          | 7      | Suzuka Hasegawa  | Giappone      | 2'09"22 |      |
| 11   | 1          | 2      | Hiroko Makino    | Giappone      | 2'09"60 |      |
| 12   | 2          | 2      | Ana Monteiro     | Portogallo    | 2'09"72 |      |
| 13   | 1          | 8      | Park Su-jin      | Corea del Sud | 2'09"97 |      |
| 14   | 1          | 1      | Zhu Jiaming      | Cina          | 2'10"52 |      |
| 15   | 2          | 1      | Laura Lahtinen   | Finlandia     | 2'10"78 |      |
| 16   | 2          | 8      | Mireia Belmonte  | Spagna        | 2'12"72 |      |

### Finale[4]
| Pos. | Corsia | Atleta           | Nazionalità   | Tempo   | Note |
| ---- | ------ | ---------------- | ------------- | ------- | ---- |
|      | 3      | Boglárka Kapás   | Ungheria      | 2'06"78 |      |
|      | 4      | Hali Flickinger  | Stati Uniti   | 2'06"95 |      |
|      | 5      | Katie Drabot     | Stati Uniti   | 2'07"04 |      |
| 4    | 2      | Franziska Hentke | Germania      | 2'07"30 |      |
| 5    | 7      | Alys Thomas      | Gran Bretagna | 2'07"48 |      |
| 6    | 6      | Liliána Szilágyi | Ungheria      | 2'07"68 |      |
| 7    | 1      | Svetlana Čimrova | Russia        | 2'08"70 |      |
| 8    | 8      | Laura Stephens   | Gran Bretagna | 2'09"35 |      |